# Vincenzo Grandi
Vincenzo Grandi (Vicenza, 1493 – Padova, 1577) è stato uno scultore italiano.

## Biografia

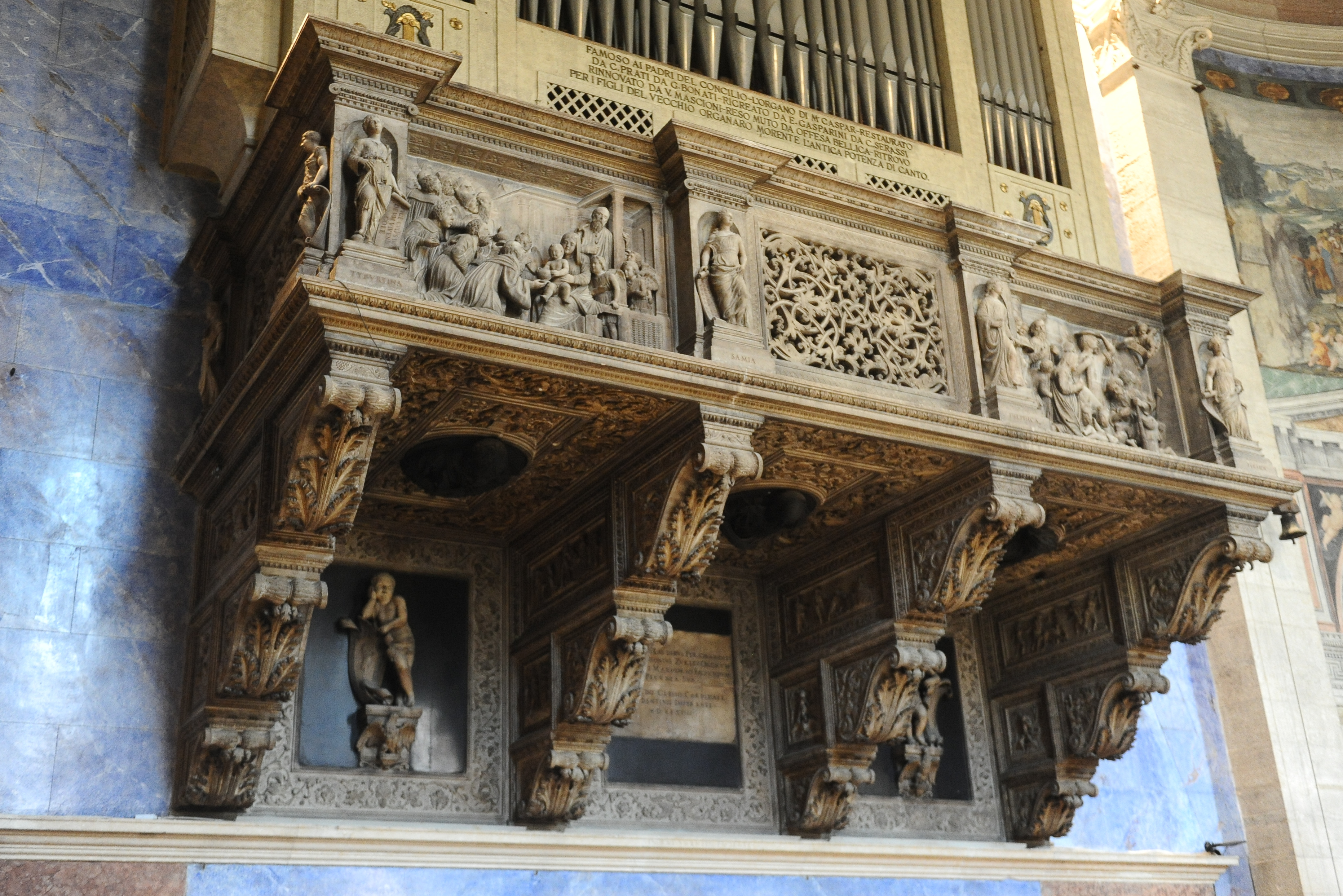
Cantoria della Chiesa di Santa Maria Maggiore a Trento, di Vincenzo e Gian Girolamo Grandi

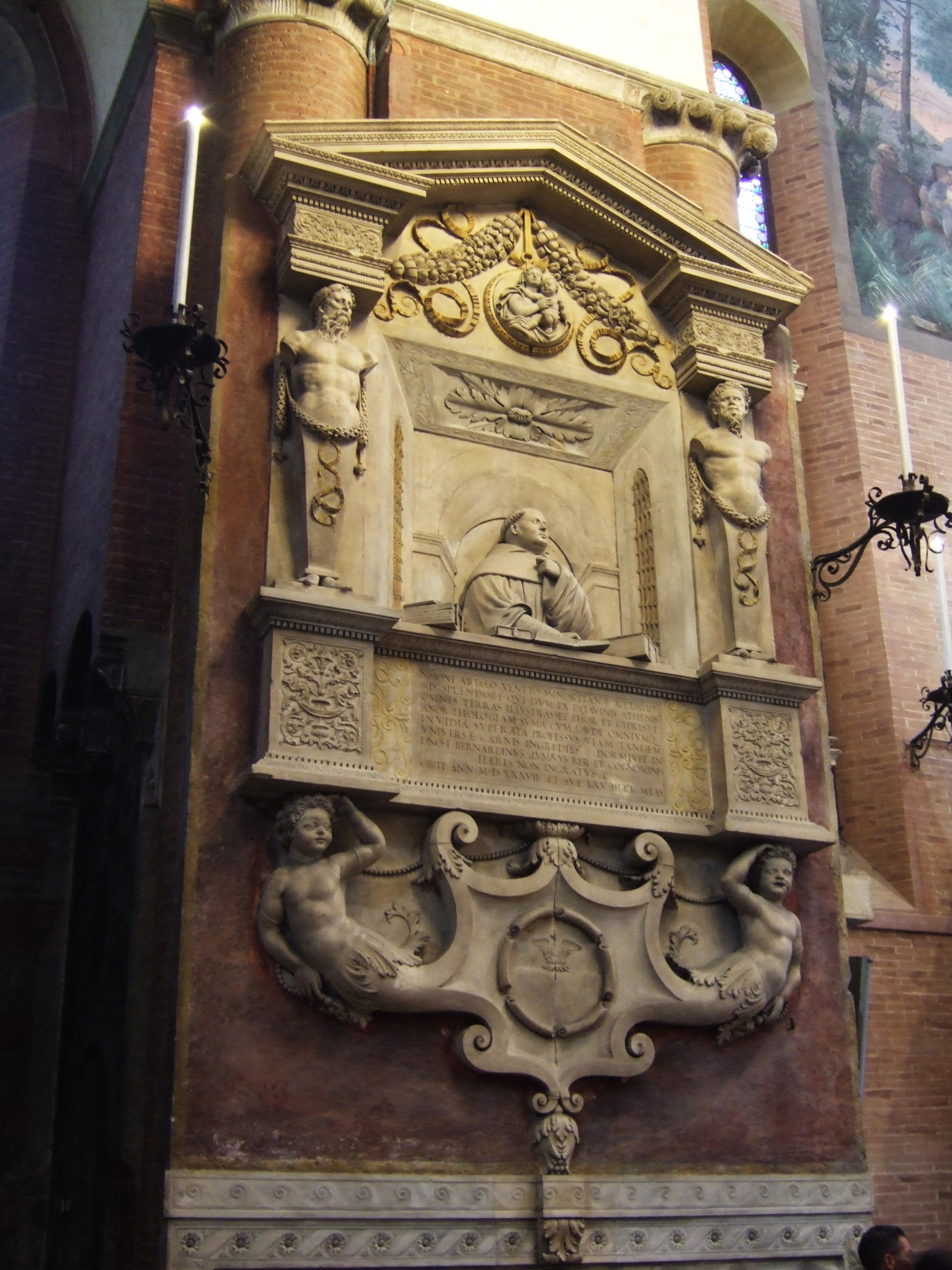
Monumento a Simone Ardeo, Basilica di Sant'Antonio di Padova

Vincenzo (o Gianvincenzo) è nato a Vicenza probabilmente nel 1493 (alcune fonti indicano il 1485) da Lorenzo Grandi, di una famiglia di lapicidi proveniente da Como e Bianca. Si formò probabilmente nella bottega nel padre.
Prima del 1503 si spostò a Padova dove collaborò con il fratello maggiore Giammatteo come scalpellino. Negli anni successivi la bottega creò numerosi oggetti di artigianato, ed emerse la vocazione scultorea di Vincenzo. Nel 1508 fu padrino di battesimo di Andrea Palladio, verso il quale conservò un affetto di tipo paterno: prima favorì il suo trasferimento a Vicenza, ma anche successivamente nel 1563 si adoperò affinché il figlio Silla, studente all'Università di Padova, godesse dei medesimi benefici spettanti ai cittadini patavini.
Fra 1521 e il 1524 realizzarono la parte architettonica e le sculture (escluso il busto in bronzo) del Monumento Trombetta, dedicato a Antonio Trombetta nella Basilica di Sant'Antonio di Padova. Nel 1527 realizzò un leone per la loggia del Consiglio del comune di Padova.
Nel 1532 venne chiamato a Trento dal principe vescovo Bernardo Clesio per realizzare un camino nel Magno Palazzo del Castello del Buonconsiglio. Sempre a Trento realizzò assieme al nipote Gian Girolamo (figlio di Giammatteo) la cantoria della Chiesa di Santa Maria Maggiore su commissione di Giovanni Antonio Ciurletti.
Il 23 aprile 1545 la vedova del giureconsulto e professore dello Studio patavino Giovanni Antonio De Rossi gli commissionò la tomba del marito, da erigersi nella chiesa di S. Giovanni di Verdara (oggi trasferita nel chiostro del noviziato della Basilica di Sant'Antonio). Di nuovo nella Basilica di Sant'Antonio di Padova realizzò un pilastro nella cappella dell'Arca del Santo e, nel 1548, il Monumento a Simone Ardeo.
Morì a Padova nel 1577 o nel 1578.